# 张崇和
张崇和（1954年11月—），四川广安人。汉族。1976年5月加入中国共产党。北京大学技术物理系原子核物理专业毕业。
1974年8月在四川省广安县茶坪大队参加工作，任大队团支部书记、生产队副队长、附设中学代课老师。1976年12月在北京大学技术物理系原子核物理专业学习，1980年8月毕业后留校任助教、学生工作组组长、系团总支书记。1983年10月到轻工业部工作，历任副处长、处长、司长助理。1994年9月任轻工总会行业管理指导部党委副书记、副主任（副局级）。1997年6月至1998年10月，挂职任湖南省轻工业总公司党组成员、副总经理。1998年10月到中国建设银行工作，历任项目评估部副总经理、信贷经营部副总经理、公司业务部副总经理。2000年11月到国务院办公厅工作，历任秘书三局副局长，政务专员（正局级）兼副局长，局长。
2011年1月，任中国共产党中央机构编制委员会办公室副主任。2015年1月，不再担任中央机构编制委员会办公室副主任职务。
2013年，当选第十二届全国人民代表大会四川地区代表。2016年2月，辞去第十二届全国人大内务司法委员会委员。